# Prémio Pulitzer de Cartooning Editorial
O Prémio Pulitzer de Cartooning Editorial é um dos catorze Prémios Pulitzer que são entregues anualmente na área do Jornalismo. Tem sido entregue desde 1922 a um cartoon editorial ou portfólio de cartoons notáveis publicados durante o ano, que se caracterizam pela originalidade, eficácia editorial, qualidade do desenho e efeito pictórico.

## Vencedores e justificações
Nos seus primeiros 92 anos até 2013, o Pulitzer de Cartooning Editorial foi entregue 87 vezes; nenhum foi entregue em cinco anos e nunca foi partilhado. Muitos cartoonistas venceram mais de uma vez (em baixo).
- 1922: Rollin Kirby, New York World, "por 'Na Estrada para Moscovo'"
- 1923: não foi entregue o prémio
- 1924: Jay Norwood "Ding" Darling, Des Moines Register and Tribune, "por 'Nos bons e velhos EUA'"
- 1925: Rollin Kirby, New York World, "por 'Notícias do Mundo Exterior'"
- 1926: D. R. Fitzpatrick, St. Louis Post-Dispatch, "por 'As Leis de Moisés e as Leis de Hoje'"
- 1927: Nelson Harding, Brooklyn Daily Eagle, "por 'Derrubando o Ídolo'"
- 1928: Nelson Harding, Brooklyn Daily Eagle, "por 'Que a sua Sombra nunca cresça menos'"
- 1929: Rollin Kirby, New York World, "por 'Tammany'"
- 1930: Charles R. Macauley, Brooklyn Daily Eagle, "por 'Pagando por um Cavalo Morto'"
- 1931: Edmund Duffy, The Baltimore Sun, "por 'Uma Velha Luta que ainda decorre'"
- 1932: John T. McCutcheon, Chicago Tribune, "por 'Um Economista Sábio Faz uma Pergunta'"
- 1933: H. M. Talburt, The Washington Daily News, "por 'A Luz da Ásia'"
- 1934: Edmund Duffy, The Baltimore Sun, "por 'Califórnia aponta com orgulho!'"
- 1935: Ross A. Lewis, Milwaukee Journal, "por 'Com certeza, trabalharei para os dois lados'"
- 1936: não foi entregue o prémio
- 1937: C. D. Batchelor, New York Daily News, "por 'Vá lá, vou tratar-te bem. Eu conheci o teu papá'"
- 1938: Vaughn Shoemaker, Chicago Daily News, "por 'A Estrada de Volta'"
- 1939: Charles Werner, The Daily Oklahoman, "por 'Nomeações de 1938'"
- 1940: Edmund Duffy, The Baltimore Sun, "por 'A Mão Estendida'"
- 1941: Jacob Burck, Chicago Daily Times, "por 'Se eu morrer antes de acordar'"
- 1942: Herbert Lawrence Block (Herblock), Newspaper Enterprise Association, "por 'Avião Britânico'"
- 1943: Jay Norwood "Ding" Darling, Des Moines Register and Tribune, "por 'Que lugar para uma campanha de salvação de papel usado'"
- 1944: Clifford K. Berryman, Evening Star (Washington D.C.), "por 'Para onde vai o Barco?'"
- 1945: Sergeant Bill Mauldin, United Features Syndicate, "pelo serviço memorável de cartoonista, como exemplificado no cartoon intitulado, 'Tropas americanas espirituosas, frescas, coradas com a vitória, estão trazendo milhares de  prisioneiros de guerra famintos, maltrapilhos, cansados', na colecção intitulada, 'Na Frente com Mauldin'"
- 1946: Bruce Alexander Russell, Los Angeles Times, "por 'Tempo para colmatar esse Gulch'"
- 1947: Vaughn Shoemaker, Chicago Daily News, "pelo seu cartoo, 'Ainda corre com a sua Sombra'"
- 1948: Reuben L. Goldberg, New York Sun, "por 'Paz Hoje'"
- 1949: Lute Pease, Newark Evening News, "por 'Quem Eu?'"
- 1950: James T. Berryman, Evening Star (Washington D.C.), "por 'Tudo preparado para uma Sessão Super-Secreta em Washington'"
- 1951: Reg (Reginald W.) Manning, Arizona Republic, "por 'Chapéus'"
- 1952: Fred L. Packer, New York Mirror, "por 'Os teus editores deviam ter mais bom senso e não publicar o que eu digo!'"
- 1953: Edward D. Kuekes, The Plain Dealer, "por 'Consequências'"
- 1954: Herbert Lawrence Block (Herblock), The Washington Post & Times-Herald, "por um cartoon descrevendo a figura vestida da Morte dizendo a Estaline depois da sua morte, 'Sempre foste um grande amigo meu, Joseph'"
- 1955: Daniel R. Fitzpatrick, St. Louis Post-Dispatch, "por um cartoon publicado a 8 de Junho de 1954 intitulado, 'Como poderia outra asneira ajudar?' mostrando o Tio Sam, atacando com uma baioneta na mão, pensando se deveria percorrer um pântano negro com a legenda 'Asneiras Francesas na Indo-China'. O prémio foi também entregue pelo livro notável do trabalho do Sr. Fitzpatrick quer em 1954 quer por toda a sua carreira."
- 1956: Robert York, Louisville Times, "pelo seu cartoon, 'Aquiles' mostrando uma figura abaulada da prosperidade Norte-americana afectada por calcanhares fracos legendados com 'Preços Agrícolas'"
- 1957: Tom Little, Nashville Tennessean, "por 'Porque será que os meus pais não me deram as vacinas Salk?' publicado em 12 de Janeiro de 1956"
- 1958: Bruce Shanks, Buffalo Evening News, "por 'O Pensador', publicado a 10 de Agosto de 1957, mostrando o dilema dos membros dos sindicatos quando confrontados por líderes de extorsão em alguns sindicatos"
- 1959: William H. (Bill) Mauldin, St. Louis Post-Dispatch, "por 'Venci o Prémio Nobel da Literatura. Qual foi o teu crime?' publicado a 30 de Outubro de 1958"
- 1960: não foi entregue o prémio
- 1961: Carey Orr, Chicago Tribune, "por 'O Tigre Amável', publicado a 8 de Outubro de 1960"
- 1962: Edmund S. Valtman, Hartford Times, "por 'O que precisas, meu, é de uma revolução como a minha', publicado a 31 de Agosto de 1961"
- 1963: Frank Andrea Miller, Des Moines Register, "por um cartoon que mostrou um mundo destruído onde uma figura irregular chama para outra: 'Eu disse que iríamos resolver aquela disputa, não disse?'"
- 1964: Paul Conrad, The Denver Post, "pelos seus cartoons editoriais durante o ano precedente"
- 1965: não foi entregue o prémio
- 1966: Don Wright, The Miami News, "por 'Quer dizer que estavas a fazer Bluff?'"
- 1967: Patrick B. Oliphant, The Denver Post, "por 'Não nos vão convidar para a Mesa da Conferência... Ou vão?' publicado a 1 de Fevereiro de 1966"
- 1968: Eugene Gray Payne, Charlotte Observer, "pelos seus cartoons editoriais em 1967"
- 1969: John Fischetti, Chicago Daily News, "pelos seus cartoons editoriais em 1968"
- 1970: Thomas F. Darcy, Newsday, "pelos seus cartoons editoriais em 1969"
- 1971: Paul Conrad, Los Angeles Times "pelos seus cartoons editoriais em 1970"
- 1972: Jeff MacNelly, Richmond News-Leader "pelos seus cartoons editoriais durante 1971"
- 1973: não foi entregue o prémio
- 1974: Paul Szep, The Boston Globe "pelos seus cartoons editoriais durante 1973"
- 1975: Garry Trudeau, Universal Press Syndicate, "pela sua banda desenhada Doonesbury"
- 1976: Tony Auth, The Philadelphia Inquirer, "por 'O beleza dos céus espaçosos, Para as ondas ambarinas dos grãos', publicado a 22 de Julho de 1975"
- 1977: Paul Szep, The Boston Globe
- 1978: Jeff MacNelly, Richmond News Leader
- 1979: Herbert Lawrence Block, The Washington Post, "pelo corpo do seu trabalho"
- 1980: Don Wright, The Miami News
- 1981: Mike Peters, Dayton Daily News (Dayton, Ohio)
- 1982: Ben Sargent, Austin American-Statesman
- 1983: Richard Locher, Chicago Tribune
- 1984: Paul Conrad, Los Angeles Times
- 1985: Jeff MacNelly, Chicago Tribune
- 1986: Jules Feiffer, The Village Voice
- 1987: Berke Breathed, Washington Post Writers Group
- 1988: Doug Marlette, Atlanta Constitution eCharlotte Observer
- 1989: Jack Higgins, Chicago Sun-Times
- 1990: Tom Toles, The Buffalo News, "pelo seu trabalho durante o ano, como exemplificado pelo cartoon 'Primeira Alteração'"
- 1991: Jim Borgman, Cincinnati Enquirer
- 1992: Signe Wilkinson, Philadelphia Daily News
- 1993: Stephen R. Benson, Arizona Republic
- 1994: Michael Ramirez, The Commercial Appeal, "pelos seus cartoons mordazes sobre assuntos contemporâneos"
- 1995: Mike Luckovich, Atlanta Constitution
- 1996: Jim Morin, The Miami Herald
- 1997: Walt Handelsman, Times-Picayune
- 1998: Stephen P. Breen, Asbury Park Press
- 1999: David Horsey, Seattle Post-Intelligencer
- 2000: Joel Pett, Lexington Herald-Leader
- 2001: Ann Telnaes, Los Angeles Times Syndicate
- 2002: Clay Bennett, Christian Science Monitor
- 2003: David Horsey, Seattle Post-Intelligencer, "pelos seus cartoons perceptíveis executados com um estilo e sentido de humor distintivos"
- 2004: Matt Davies, Journal News (White Plains, New York), "pelos seus cartoons perfurantes sobre uma gama de tópicos, desenhados com um estilo novo e original"
- 2005: Nick Anderson,  Courier-Journal, Louisville, "pelo seu estilo gráfico pouco comum que produziu mensagens extraordinariamente pensativas e poderosas"
- 2006: Mike Luckovich do Atlanta Journal-Constitution, "pelos seus cartoons poderosos sobre uma gama de assuntos, desenhados com um estilo simples mas perfurante"
- 2007: Walt Handelsman do Newsday, "pelos seus cartoons fortes e sofisticados, e a utilização impressionante de animações patetas"
- 2008: Michael Ramirez do Investor's Business Daily, pelos "seus cartoons provocadores que se baseiam em originalidade, humor e mestria detalhada"
- 2009: Stephen P. Breen, San Diego Union-Tribune, "pela sua utilização ágil de um estilo clássico para produzir uma gama alargada de cartoons que envolvem os leitores com poder, claridade e humor"
- 2010: Mark Fiore do SFGate.com, pelos "seus cartoons animados [...] onde a sua sagacidade mordaz, pesquisa profunda e capacidade para destilar assuntos complexos, criaram um padrão elevado para uma forma emergente de comentário"
- 2011: Mike Keefe do The Denver Post, "pela sua gama alargada de cartoons que utilizam um estilo solto e expressivo para enviar mensagens espirituosas e fortes"
- 2012: Matt Wuerker do Politico, "pelos seus cartoons consistentemente novos e divertidos, especialmente memoráveis por satirizar o conflito partidário que tomou conta de Washington"
- 2013: Steve Sack do Star Tribune, "pela sua utilização diversa de cartoons, utilizando um estilo original e ideias inteligentes para chegar ao seu ponto de vista inequívoco"
- 2014: Kevin Siers do The Charlotte Observer, "pelos seus cartoons provocadores e pensativos desenhados com um estilo artístico de humor afinado e corajoso"
- 2015: Adam Zyglis do The Buffalo News "que utilizou imagens fortes para ligar os leitores enquanto transmitiu camadas de significados em poucas palavras."[2]
- 2016: Jack Ohman do The Sacramento Bee pelos "cartoons que transmitiram perspectivas zangadas e pesarosas através de um estilo sofisticado que combina linha em negrito com cores e texturas subtis."

## Vencedores repetentes
Até 2013, dezassete pessoas venceram o Pulitzer de Cartoon Editorial duas vezes e cinco destas venceram três vezes.
- 1922, 25, 29, Rollin Kirby
- 1931, 34, 40, Edmund Duffy
- 1942, 54, 79, Herblock
- 1964, 71, 84, Paul Conrad
- 1972, 78, 85, Jeff MacNelly

Os outros vencedores repetentes são Steve Breen, Jay N. "Ding" Darling, Daniel R. Fitzpatrick, Walt Handelsman, Nelson Harding, David Horsey, Mike Luckovich, Bill Mauldin, Michael Ramirez, Vaughn Shoemaker, Paul Szep, e Don Wright.
Nelson Harding venceu o prémio duas vezes consecutivas em 1927 e 1928.